# Contea di Xinjiang
La contea di Xinjiang (新绛县S, Xīnjiàng XiànP) è una contea della Cina, situata nella provincia dello Shanxi e amministrata dalla prefettura di Yuncheng.